# Рали (Мисисипи)
Рали (енгл. Raleigh) град је у америчкој савезној држави Мисисипи.

## Демографија
По попису из 2010. године број становника је 1.462, што је 207 (16,5%) становника више него 2000. године.
| Група             | 2000.       | 2010.       |
| Белци             | 746 (59,4%) | 990 (67,7%) |
| Афроамериканци    | 498 (39,7%) | 451 (30,8%) |
| Азијати           | 0 (0,0%)    | 0 (0,0%)    |
| Хиспаноамериканци | 8 (0,6%)    | 10 (0,7%)   |
| Укупно            | 1.255       | 1.462       |